# Чшмаритян, Карен Юрикович
Карен Юрьевич Чшмаритян (арм. Կարեն Յուրիկի Ճշմարիտյան, 12 сентября 1959, Ереван) — армянский государственный деятель.
- 1976—1980 — Ереванский институт народного хозяйства по специальности «планирование промышленности»
- 1982—1985 — аспирантура Ереванского института народного хозяйства.
- 1980 — экономист в Армянском филиале Научно-исследовательского института планирования и нормативов Госплана СССР.
- 1981—1982 — служил в советской армии.
- 1985—1990 — работал в Госснабе Армянской ССР, занимал должности старшего экономиста, главного специалиста, начальник финансового подотдела.
- 1990—1991 — заместитель генерального директора республиканского объединения «Армэлектромашоптторг» Госснаба Армянской ССР.
- 1991—1993 — начальник главного управления министерства материальных ресурсов Армении.
- 1993—1996 — заместитель министра материальных ресурсов Армении.
- 1996—1997 — занимал должность начальника управления внешней торговли министерства торговли, обслуживания и туризма Армении.
- 1997—1998 — первый заместитель министра торговли и промышленности Армении.
- 1999—2002 — министр торговли и промышленности Армении.
- 2002—2007 — министр торговли и экономического развития Армении
- 12 мая 2007 — избран депутатом парламента. Член постоянной комиссии по вопросам европейской интеграции. Член партии «РПА»
- 2012 — избран депутатом парламента. Член постоянной комиссии по государственным и правовым вопросам. Член Республиканской партии Армении.
- 22 апреля 2014 года назначен министром экономики Армении.